# (GI)

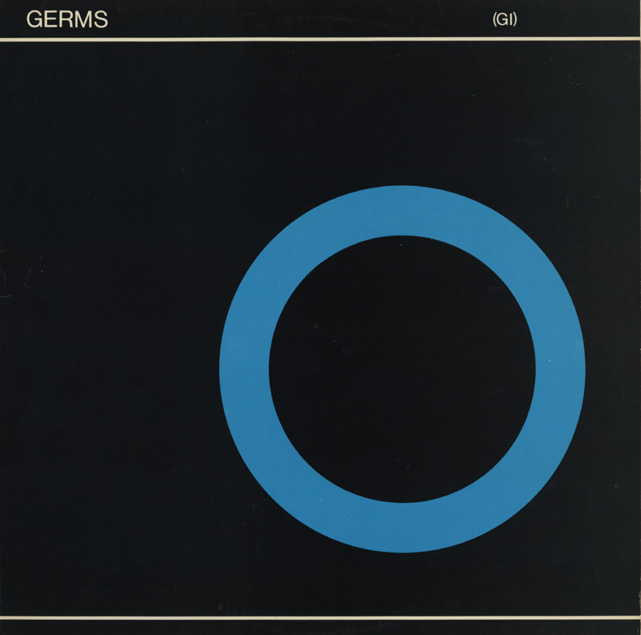

(GI) é o único álbum de estúdio da banda americana de punk rock, The Germs. Frequentemente citado como um dos primeiros álbuns de hardcore punk, ele foi lançado nos Estados Unidos em outubro de 1979, pela Slash Records com o número de catálogo SR 103. O título do álbum é um acrônimo para "Germes Incognito", um nome alternativo usado pela banda para conseguira agendar shows em Los Angeles e região, já que eles tinham uma reputação muito ruim. Depois de (GI), a banda só iria realizar mais uma sessão de gravação para o álbum de trilha sonora do filme Parceiros da Noite de Al Pacino em 1980. Um ano após o lançamento do (GI), em 7 de dezembro de 1980, o vocalista Darby Crash , cometeu suicídio.
O álbum inteiro foi incluído no CD de compilação de 1993 (MIA): The Complete Anthology. Em 2012, (GI) foi relançado em CD com "Caught in My Eye" como faixa bônus, depois de "Shut Down".

## Produção
O vocalista Darby Crash originalmente queria que o ex vocalista do Paul Revere & the Raiders, Mark Lindsay para produzir, mas ele acabou por ser muito caro para a gravadora. Joan Jett, uma amiga de longa data e heroína para muitos dos membros da banda, desde seu tempo em the Runaways, foi convidada para produzir o álbum.
Gravado em cerca de três semanas com o engenheiro de áudio Pat Burnett, o álbum claramente redefiniu os Germes para o público da Califórnia, que só tinha visto a banda fazer barulho no palco enquanto um embriagado cantor evitava o microfone o máximo possível.
Uma gravação das sessões, "Caught in My Eye", viria a aparecer no EP póstumo What We Do Is Secret.
A faixa final do álbum, "Shut Down (Annihilation Man)", foi gravado ao vivo em estúdio, utilizando a improvisação no final.
De acordo com Bob Biggs, o fundador da Slash Records, o álbum custou 6.000 dólares para produzir.

## Faixas
All tracks written by Darby Crash and Pat Smear.
| Lado A | Lado A                  | Lado A  |
| No.    | Título                  | Duração |
| ------ | ----------------------- | ------- |
| 1.     | "What We Do Is Secret"  | 0:43    |
| 2.     | "Communist Eyes"        | 2:15    |
| 3.     | "Land of Treason"       | 2:09    |
| 4.     | "Richie Dagger's Crime" | 1:56    |
| 5.     | "Strange Notes"         | 1:52    |
| 6.     | "American Leather"      | 1:11    |
| 7.     | "Lexicon Devil"         | 1:44    |
| 8.     | "Manimal"               | 2:11    |
| 9.     | "Our Way"               | 1:56    |
| 10.    | "We Must Bleed"         | 3:05    |

| Lado B | Lado B                                                  | Lado B  |
| No.    | Título                                                  | Duração |
| ------ | ------------------------------------------------------- | ------- |
| 11.    | "Media Blitz"                                           | 1:29    |
| 12.    | "The Other Newest One"                                  | 2:44    |
| 13.    | "Let's Pretend"                                         | 2:34    |
| 14.    | "Dragon Lady"                                           | 1:39    |
| 15.    | "The Slave"                                             | 1:01    |
| 16.    | "Shut Down (Annihilation Man)" (ao vivo)                | 9:40    |
| 17.    | "Caught in My Eye" (Só aparece no CD e cassete de 2012) | 3:25    |

## Pessoal
| Banda - Darby Crash – vocais - Pat Smear – guitars, backing vocals - Lorna Doom – baixo, backing vocals - Don Bolles – bateria, backing vocals Músicos Adicionais - Donnie Rose – piano em "Shut Down (Annihilation Man)" (creditado só em algumas edições européias) | Production - Joan Jett - Produtor musical, mixagem - Pat Burnette - engenharia - Geza X - masterização - Darby Crash - capa - Melanie Nissen - fotografia |